# 시로네촌
시로네촌(白根村)은 니가타현 니시칸바라군에 설치되었던 촌이다. 현재의 니가타시 미나미구 일부에 해당한다.